# Argento tibetano
Con argento tibetano si identifica una lega metallica simile al peltro, usata soprattutto per la produzione di bigiotteria.
La composizione varia in base alla provenienza, il tenore di argento non è generalmente mai superiore al 30%. Gli altri metalli sono rame, stagno e nichel.